# SIG Sauer SIGM400
SIGM400 é a designação de uma família de armas de fogo fabricadas pela SIG Sauer. O M400 é um fuzil, alimentado por carregador, operado a gás, refrigerado a ar e com alimentação direta, baseado no rifle AR-15 já existente. Dependendo da variante, ele pode utilizar cartuchos 5.56×45mm NATO ou .300 AAC Blackout e pode ter coronha fixa ou telescópica.

## Detalhes do projeto

### Mecanismo de operação
O SIGM400 é um mecanismo de arma de fogo semiautomática usada em rifles como: SIGM400 Classic, SRP, Tread, Elite, Predator ou pistolas como a Elite PSB, destinados aos mercados policiais, militares e civis. Ele dispara a partir de uma culatra fechada e usa o sistema de impacto direto de gás.

### Recursos
O SIGM400 Predator é um rifle, enquanto o SIGPM400 Elite PSB é uma pistola. Os rifles são do calibre 5.56×45mm NATO com canos de 14,5 polegadas (37 cm), 16 polegadas (41 cm), 18 polegadas (46 cm) ou 20 polegadas (51 cm) rosqueados com passo de 1/2x28 ou do calibre .300 AAC Blackout com canos de 9 polegadas (23 cm) ou 16 polegadas (41 cm) rosqueados com passo 5/8x24 para dispositivos como silenciadores. Existem modelos compatíveis compatíveis com as leis mais restritivas da Califórnia para ambos. O modelo .300 AAC Blackout é adaptado especificamente para uso eficiente com silenciadores. O trilho Picatinny suporta miras óticas, eletro-óticas ou de ferro. A SIG Sauer também fabrica silenciadores adequados.
A pistola PSIG Elite SIGPM400 também é do calibre 5.56×45mm NATO com um cano de 11,5 polegadas (29 cm) e no calibre .300 AAC Blackout com um cano de 9 polegadas (23 cm). Ambos usam um acessório chamado "Pistol Stabilizing Brace".
Ergonomicamente, o SIGM400 é um rifle estilo AR-15. Possui uma alavanca de segurança no lado esquerdo, para ser usada pelo polegar da mão de tiro. Alguns modelos mais recentes têm um seletor de segurança ambidestro. O bloco de gás dianteiro possui trilhos para adaptar uma torre de mira do tipo "flip-up". Todos os modelos aceitam carregadores estilo AR-15. O rifle é disparado a martelo com um gatilho de estágio único na maioria dos modelos. Alguns modelos incluem um gatilho de dois estágios de fábrica.
O SIGM400 possui uma coronha "esqueletizada" telescópica. A coronha no estilo ACE se move para frente e para trás em seis posições. Uma mola e uma trava mantém a coronha em cada posição.

## Usuários
- Estados Unidos: Utilizado por Forças Armadas, Philadelphia Police Department, Detroit Police Department, Departamento de polícia de Franklin (Ohio), California Highway Patrol, Indiana State Police[4][5][6]
- Egito: Utilizado por Forças Sa'ka
- Iraque: Utilizado por Forças de Operações Especiais Iraquianas[7]
- Omã: Utilizado por Forças Armadas do Sultanato de Oman[8]
- Filipinas: Utilizado por Exército Filipino[9]
- Suíça : Utilizado por Exército Suíço[10]
- Brasil: Utilizado pela PCERJ